# لوئیس کوئنکا
لوئیس کوئنکا (اسپانیایی: Luis Cuenca‎؛ ‏ ۶ دسامبر ۱۹۲۱ – ۲۱ ژانویهٔ ۲۰۰۴) بازیگر اهل اسپانیا بود.
از فیلم‌ها یا برنامه‌های تلویزیونی که وی در آن نقش داشته‌است، می‌توان به خودروی حمل زندانیان، تورنته، مأمور خرفت قانون، کیسه هوا اشاره کرد.
وی همچنین برندهٔ جوایزی همچون جوایز سان جوردی شده‌است.